# Клаус Берггреен
Клаус Берггреен (дан. Klaus Berggreen, нар. 3 лютого 1958, Вірум) — данський футболіст, що грав на позиції півзахисника.
Виступав, зокрема, за «Пізу» та «Рому», а також національну збірну Данії, у складі якої був учасником двох чемпіонатів Європи та одного чемпіонату світу.

## Клубна кар'єра
Народився 3 лютого 1958 року в місті Вірум. Вихованець футбольної школи клубу «Люнгбю». Дорослу футбольну кар'єру розпочав 1975 року в основній команді того ж клубу, в якій провів сім сезонів. 1979 року допоміг команді вийти до вищого дивізіону, де за наступні три роки взяв участь у 71 матчі чемпіонату, забивши 16 голів. З командою став віце-чемпіоном країни в 1981 році і фіналістом Кубка Данії у 1980 році.
Влітку 1982 року Берггреен перейшов до складу новачка італійської Серії А «Пізи», який повернувся до елітного дивізіону після тринадцяти років відсутності і заплатив за данця 270 мільйонів лір. У першому сезоні команді вдалося зберегти прописку у вищому дивізіоні, але у наступному вона таки вибула в Серію B. Втім гравець залишився у клубі і взяв участь у виграші другого дивізіону сезону 1984/85 років та тріумфальному поверненні команди до еліти. У 1986 році «Піза» виграла Кубок Мітропи, але паралельно за підсумками сезону 1985/86 посіла 14 місце і знову вилетіла до другого дивізіону. Всього данець зіграв за команду 152 матчі в усіх турнірах і забив 33 голи.
Влітку 1986 року Берггреен приєднався до «Роми» за 4 мільярди лір, де мав замінити Тоніньйо Серезо, Данець дебютував у футболці «джаллоросі» 14 вересня 1986 року в грі проти «Комо» (0:0), але провів у столиці лише один сезон, який команда провела вкрай невдало, посівши сьоме місце, а Берггреен забив 5 голів. В результаті данець перебрався до «Торіно», де часто боровся з травмами і за наступний рік у чемпіонаті забив лише 3 голи в 26 матчах, допомігши п'ємонтійцям посісти шосту позицію в Серії А.
Наприкінці сезону Берггреен залишив Італію, щоб повернутися до Данії. Він закінчив свою кар'єру там, де і розпочав, в «Люнгбю», у березні 1990 року, у віці тридцяти двох років, залишившись у клубі на посаді спортивного директора, де працював до листопада 1992 року.

## Виступи за збірні
1973 року дебютував у складі юнацької збірної Данії (U-17), загалом на юнацькому рівні взяв участь у 21 іграх, відзначившись 11 забитими голами.
Протягом 1978—1979 років залучався до складу молодіжної збірної Данії. На молодіжному рівні зіграв у 7 офіційних матчах, забив 1 гол.
28 серпня 1979 року дебютував в офіційних матчах у складі національної збірної Данії в грі чемпіонату Північної Європи 1978—1980 проти Фінляндії (0:0) і в підсумку став переможцем цього турніру, хоча більше на ньому і не грав.
У складі збірної був учасником чемпіонату Європи 1984 року в Іспанії. На турнірі футболіст провів усі 4 матчі і забив гол в матчі групового етапу збірної Югославії (5:0). У півфіналі проти Іспанії Берггреен був вилучений на 107 хвилині, а Данія програла в серії пенальті і не вийшла до фіналу.
На чемпіонаті світу 1986 року у Мексиці Берггреен зіграв у трьох матчах, а Данія знову вилетіла від іспанців (1:5), цього разу у 1/8 фіналу. 
Останнім великим турніром для Берггреена став чемпіонат Європи 1988 року у ФРН, де Клаус зіграв у двох іграх, обидва рази виходив на заміну (в матчах проти ФРН і Італії), а його команда не вийшла з групи, не здобувши жодного очка.
Загалом протягом кар'єри у національній команді, яка тривала 10 років, провів у її формі 46 матчів, забивши 5 голів.

## Статистика виступів

### Статистика виступів в Італії
| Сезон            | Команда          | Чемпіонат        | Чемпіонат | Чемпіонат | Національний кубок | Національний кубок | Національний кубок | Континентальні кубки | Континентальні кубки | Континентальні кубки | Інші змагання | Інші змагання | Інші змагання | Усього | Усього |
| Сезон            | Команда          | Ліга             | Ігор      | Голів     | Ліга               | Ігор               | Голів              | Ліга                 | Ігор                 | Голів                | Ліга          | Ігор          | Голів         | Ігор   | Голів  |
| ---------------- | ---------------- | ---------------- | --------- | --------- | ------------------ | ------------------ | ------------------ | -------------------- | -------------------- | -------------------- | ------------- | ------------- | ------------- | ------ | ------ |
| 1982–83          | «Піза»           | A                | 29        | 8         | КІ                 | 9                  | 2                  | -                    | -                    | -                    | -             | -             | -             | 38     | 10     |
| 1983–84          | «Піза»           | A                | 28        | 7         | КІ                 | 5                  | 0                  | -                    | -                    | -                    | -             | -             | -             | 33     | 7      |
| 1984–85          | «Піза»           | B                | 38        | 10        | КІ                 | 7                  | 1                  | -                    | -                    | -                    | -             | -             | -             | 45     | 11     |
| 1985–86          | «Піза»           | A                | 29        | 4         | КІ                 | 5                  | 0                  | -                    | -                    | -                    | КМ            | 2             | 1             | 36     | 5      |
| Усього за «Пізу» | Усього за «Пізу» | Усього за «Пізу» | 124       | 29        |                    | 26                 | 3                  |                      | -                    | -                    |               | 2             | 1             | 152    | 33     |
| 1986–87          | «Рома»           | A                | 24        | 5         | КІ                 | 6                  | 0                  | КВК                  | 2                    | 0                    | -             | -             | -             | 32     | 5      |
| 1987–88          | «Торіно»         | A                | 26        | 3         | КІ                 | 10                 | 0                  | -                    | -                    | -                    | -             | -             | -             | 36     | 3      |

### Статистика виступів за збірну
| Дата       | Місто                | Господарі         | Результат          | Гості          | Турнір               | Голи | Примітки  |
| ---------- | -------------------- | ----------------- | ------------------ | -------------- | -------------------- | ---- | --------- |
| 29-7-1979  | Міккелі              | Фінляндія         | 0 – 0              | Данія          | товариський матч     | -    |           |
| 12-7-1980  | Москва               | СРСР              | 2 – 0              | Данія          | товариський матч     | -    | 65'       |
| 27-10-1982 | Копенгаген           | Данія             | 1 – 3              | Чехословаччина | товариський матч     | -    | 48'       |
| 10-11-1982 | Люксембург           | Люксембург        | 1 – 2              | Данія          | Відбір до ЧЄ 1984    | 1    | 46'       |
| 27-4-1983  | Копенгаген           | Данія             | 1 – 0              | Греція         | Відбір до ЧЄ 1984    | -    |           |
| 1-6-1983   | Копенгаген           | Данія             | 3 – 1              | Угорщина       | Відбір до ЧЄ 1984    | -    |           |
| 7-9-1983   | Копенгаген           | Данія             | 3 – 1              | Франція        | товариський матч     | -    |           |
| 21-9-1983  | Лондон               | Англія            | 0 – 1              | Данія          | Відбір до ЧЄ 1984    | -    |           |
| 12-10-1983 | Копенгаген           | Данія             | 6 – 0              | Люксембург     | Відбір до ЧЄ 1984    | -    | 84'       |
| 26-10-1983 | Будапешт             | Угорщина          | 1 – 0              | Данія          | Відбір до ЧЄ 1984    | -    |           |
| 16-11-1983 | Афіни                | Греція            | 0 – 2              | Данія          | Відбір до ЧЄ 1984    | -    |           |
| 16-5-1984  | Прага                | Чехословаччина    | 1 – 0              | Данія          | товариський матч     | -    |           |
| 6-6-1984   | Щецин                | Швеція            | 0 – 1              | Данія          | товариський матч     | -    |           |
| 8-6-1984   | Копенгаген           | Данія             | 1 – 1              | Болгарія       | товариський матч     | -    |           |
| 12-6-1984  | Париж                | Франція           | 1 – 0              | Данія          | ЧЄ 1984 - 1-й етап   | -    |           |
| 16-6-1984  | Ліон                 | Данія             | 5 – 0              | Югославія      | ЧЄ 1984 - 1-й етап   | 1    |           |
| 19-6-1984  | Страсбург            | Данія             | 3 – 2              | Бельгія        | ЧЄ 1984 - 1-й етап   | -    |           |
| 24-6-1984  | Монпельє             | Іспанія           | 1 – 1 (5 – 4 п.п.) | Данія          | ЧЄ 1984 - півфінал   | -    | 62', 107' |
| 12-9-1984  | Копенгаген           | Данія             | 3 – 1              | Австрія        | товариський матч     | -    | 84'       |
| 26-8-1984  | Копенгаген           | Данія             | 1 – 0              | Норвегія       | Відбір до ЧС 1986    | -    | 55'       |
| 17-10-1984 | Люцерн               | Швейцарія         | 1 – 0              | Данія          | Відбір до ЧС 1986    | -    | 79'       |
| 14-11-1984 | Копенгаген           | Данія             | 3 – 0              | Ірландія       | Відбір до ЧС 1986    | -    |           |
| 8-5-1985   | Копенгаген           | Данія             | 4 – 1              | НДР            | товариський матч     | 1    |           |
| 5-6-1985   | Копенгаген           | Данія             | 4 – 2              | СРСР           | Відбір до ЧС 1986    | -    |           |
| 11-9-1985  | Копенгаген           | Данія             | 0 – 3              | Швеція         | товариський матч     | -    | 46'       |
| 25-9-1985  | Санкт-Петербург      | СРСР              | 1 – 0              | Данія          | Відбір до ЧС 1986    | -    |           |
| 9-10-1985  | Копенгаген           | Данія             | 0 – 0              | Швейцарія      | Відбір до ЧС 1986    | -    |           |
| 16-10-1985 | Осло                 | Норвегія          | 1 – 5              | Данія          | Відбір до ЧС 1986    | 2    |           |
| 13-11-1985 | Дублін               | Ірландія          | 1 – 4              | Данія          | Відбір до ЧС 1986    | -    |           |
| 26-3-1986  | Белфаст              | Північна Ірландія | 1 – 1              | Данія          | товариський матч     | -    |           |
| 13-5-1986  | Осло                 | Норвегія          | 1 – 0              | Данія          | товариський матч     | -    | 74'       |
| 16-5-1986  | Копенгаген           | Данія             | 1 – 0              | Польща         | товариський матч     | -    | 69'       |
| 4-6-1986   | Несауалькойотль      | Шотландія         | 0 – 1              | Данія          | ЧС 1986 - 1-й етап   | -    | 84'       |
| 8-6-1986   | Мехіко               | Данія             | 6 – 1              | Уругвай        | ЧС 1986 - 1-й етап   | -    |           |
| 18-6-1986  | Сантьяго-де-Керетаро | Данія             | 1 – 5              | Іспанія        | ЧС 1986 - 1/8 фіналу | -    |           |
| 10-9-1986  | Лейпциг              | НДР               | 0 – 1              | Данія          | товариський матч     | -    | 46'       |
| 24-9-1986  | Копенгаген           | Данія             | 0 – 2              | ФРН            | товариський матч     | -    |           |
| 12-11-1986 | Братислава           | Чехословаччина    | 0 – 0              | Данія          | Відбір до ЧЄ 1988    | -    | ЖК        |
| 29-4-1987  | Гельсінкі            | Фінляндія         | 0 – 1              | Данія          | Відбір до ЧЄ 1988    | -    | 73'       |
| 26-8-1987  | Стокгольм            | Швеція            | 1 – 0              | Данія          | товариський матч     | -    | 73'       |
| 9-9-1987   | Кардіфф              | Уельс             | 1 – 0              | Данія          | Відбір до ЧЄ 1988    | -    |           |
| 23-9-1987  | Гамбург              | ФРН               | 1 – 0              | Данія          | товариський матч     | -    | 70'       |
| 27-4-1988  | Відень               | Австрія           | 1 – 0              | Данія          | товариський матч     | -    |           |
| 5-6-1988   | Оденсе               | Данія             | 3 – 1              | Бельгія        | товариський матч     | -    | 80'       |
| 14-6-1988  | Гельзенкірхен        | ФРН               | 2 – 0              | Данія          | ЧЄ 1988 - 1-й етап   | -    | 74'       |
| 17-6-1988  | Кельн                | Італія            | 2 – 0              | Данія          | ЧЄ 1988 - 1-й етап   | -    | 67'       |
| Усього     |                      | Матчів            | 46                 |                | Голів                | 5    |           |

## Титули і досягнення
- Володар Кубка Мітропи (1):

«Піза»: 1985/86